# Chambre des représentants (Somaliland)
Pour les autres articles nationaux ou selon les autres juridictions, voir Chambre des représentants.
5e législature
Bâtiment du Parlement somalilandais
La Chambre des représentants (en somali : Golaha Wakiilada ; en arabe : مجلس النواب romanisé : Majlis al-Nuwaab) est la chambre basse du Parlement du Somaliland.
L'actuelle Chambre des représentants est formée à la suite des élections législatives du 31 mai 2021. Elle compte 82 membres élus pour cinq ans.

## Système électoral
La Chambre des représentants comporte 82 sièges pourvus tous les cinq ans au scrutin proportionnel plurinominal dans six circonscriptions plurinominales correspondant aux régions du pays.
La constitution limite à trois le nombre de partis politiques pouvant participer aux élections présidentielles et législatives, dans le but de limiter le tribalisme politique dans le pays. Les élections municipales, pour lesquelles le multipartisme intégral est autorisé, servent de primaires à ce système, les trois partis arrivant en tête devenant pour dix ans ceux autorisés à concourir aux scrutins nationaux,.